# پودتسرکوه
پودتسرکوه (به لهستانی:  Podcerkwy) یک روستا در لهستان است که در گمینا بیاووویژا واقع شده‌است.